# Дилма Русев
Дилма Вана Русев (порт. Dilma Vana Rousseff, изговор , буг. Дилма Вана Русев; Бело Хоризонте, 14. децембар 1947) бивша председница Бразила. За председницу је изабрана на изборима 31. октобра 2010. године а на дужност је ступила 1. јануара 2011. године.
Од 12. маја 2016. године суспендована је са дужности председника на шест месеци услед истраге о корупцији. Вршилац дужности је потпредседник Бразила Мишел Темер.
По занимању је економиста. У младости је хапшена као герилски борац. Пре садашње функције, била је министар рударства и енергетике (2003–2005) и шеф кабинета председника (2005–2010).
Русева је са очеве стране пореклом Бугарка, и иако не говори бугарски, изјавила је да се делом сматра Бугарком.
Разведена је и има једну ћерку. По вероисповести је католик.